# Michel Treguer
 (septembre 2015).
Si vous disposez d'ouvrages ou d'articles de référence ou si vous connaissez des sites web de qualité traitant du thème abordé ici, merci de compléter l'article en donnant les références utiles à sa vérifiabilité et en les liant à la section « Notes et références ».
Michel Treguer, né le 20 octobre 1940, est un réalisateur de télévision, producteur de radio, journaliste et écrivain français.

## Biographie
Deuxième enfant d'une famille de quatre, il grandit à Coat-Méal dans le Finistère. En 1946, sa famille s'installe à Brest. Il est élève à l'école publique de Traon-Quizac, puis au lycée de Brest. En 1958, il entre en Mathématiques Spéciales au lycée Saint-Louis, à Paris, puis l'École polytechnique, en 1959. En 1961, il devient sous-lieutenant d'active pour son service militaire. Après six mois d'école militaire des transmissions à Montargis, il est affecté en Algérie avril 1962. Avant même la fin de ses études à Polytechnique, il contacte la RTF, mais rejoint en tant qu'ingénieur et suit pendant deux ans les cours de l'École nationale supérieure des télécommunications. En 1964, il entre au Service de la recherche de la RTF, dirigé par l'ingénieur musicien Pierre Schaeffer. En 1968, il sort de la fonction publique pour vivre en réalisateur indépendant.

### Carrière audiovisuelle
Il se voit confier des émissions scientifiques avant de réaliser des émissions musicales, enfantines, de fiction ; films, directs, , etc. À partir de 1978, il signe des émissions en breton sur France 3 Ouest à Rennes, sous le nom de Mikeal Treger, en Goueled Leon, le « Bas Léon » nord-finistérien.

## Filmographie

### Téléfilms
- Rock (Antenne 2) d’après Delacorta (pseudonyme de Daniel Odier) avec Jean-Pierre Kalfon, Anne Gautier, Antoine de Caunes, Jean-Pierre Bisson et la chanteuse anglaise Lene Lovitch
- Les Six Compagnons et l'avion clandestin
- Les Compagnons de l'aventure : Lola et les sardines (7 épisodes, TF1)
- L'Étalon noir (2 épisodes en anglais sous le titre The Black Stallion)

### Sitcoms
- Salut les homards (2 épisodes, TF1)
- Sexe, violence et opérette  avec Katrine Boorman et le grand orchestre du Splendid (10 épisodes, Réseaux câblés)

### Productions
- Un certain regard (20, Service de la Recherche ORTF, dont Quatre savants, une science, Claude Lévi-Strauss, Roman Jakobson)
- Eurêka (15, 1re chaîne ORTF, dont La Vérité difficile avec Serge Leclaire, Évariste et les Sept dimensions avec Joël Sternheimer, India 71 avec Vikram Sarabhai)
- Saga (13, TF1, dont Les Vêpres des grenouilles avec Donatien Laurent et les Sœurs Goadec)

### Réalisations
Documentaires
- La Petite Fille et l'Ordinateur
- Du haut de ces pyramides avec Christiane Desroches Noblecourt
- La Planète des dinosaures avec Philippe Taquet
- Prière apporter des oiseaux avec François Billetdoux
- Les Contes de Perrault
- L'Amour en France avec Anne Kreis et Jean-Gabriel Nordmann
- Histoire de l'art abstrait avec Hans Hartung, Pierre Soulages, Camille Bryen (France 3)
- Robert Rauschenberg (France 3)
- Art et Révolution à Cuba avec Ugné Karvélis, Julio Cortazar, Nicolas Guillen, Wifredo Lam, Silvio Rodriguez, Alicia Alonso (2 films, France 3) - L'homme dénaturé (Vendredi, France 3)
- Henri Atlan (Mémoire, INA)
- L’X inconnue avec Jacques Attali et Alain Finkielkraut (ARTE)
- Bécassine (France 3 Ile-de-France)
- Brest ville martyr, l’autre ville d’Ys (France 3)
- L'Arsenal de Brest (Communauté de communes et Marine Nationale)

Ethnologie
- Les Yanomami avec Jacques Lizot (réalisation de Jean-Pierre Marchand, France 2)
- Igloolik avec Bernard Saladin d'Anglure (2 films, France 3)
- Les Baruyas avec Maurice Godelier (réalisation de Yann Dunlop, France 3)

Musique
- Le scénario de la Tétralogie avec Catherine Clément
- Orphée avec Michel Hermon
- La Divine Comédie (musique de François Bayle et Bernard Parmegiani) avec Michel Hermon et Alain Cuny.

Vidéo-art
- Paris 3D (INA)
- Symétrie et Le Hasard (Cité des sciences et de l'industrie)
- Une minute pour trouver (INA, Canal+) - Espaces inhabitables (Recherche ORTF, sur une musique de François Bayle)

Variétés
- Silence télé ! (10) avec Jacques Mailhot (F3 Ile-de-France)
- Enfantines : Récré A2 avec Dorothée, Zabou Breitman, William Leymergie (20, Antenne 2) - Canaille Peluche (10, Canal+)
- Directs et magazines : Télématin (30, France 2)
- Top à l’Ouest (10, France 3 Ouest) - Caractères, Jamais sans mon livre, Rapptout de Bernard Rapp (30, France 2, France 3)
- Ah quels titres ! avec Philippe Tesson (France 3)
- Faut pas rêver (2, France 3)
- Nimbus avec Élise Lucet (10, France 3) dont L'homme réparé (Prix Roberval 1995)
- Comment ça va ? avec Jean Lanzi (5, France 3)
- The Best of Albertville 92 (en haute-définition 1250)
- Émissions en langue bretonne (France 3 Ouest) : Très nombreux habillages de l'émission Breizh o vevañ, avec des musiciens dont Alan Stivell
- Plusieurs gwerzioù avec Donatien Laurent dont Loeiz ar Ravalleg, Glac'har e Pleumeur-Bodou
- Abadenn genta BR3
- Avaloù Avalon
- Brezhonegerien, longue série d'entretiens avec des bretonnants
- Karantez
- Troveni vras Lokorn 1983
- Avec la troupe Strollad ar Vro Bagan : Mistri ha fermourien avec Naig Rozmor, Avanturioù Yann Conan, Ar Roue Marc'h
- Avec la troupe Penn ar Bed : Katrina Lenn-zu de Per-Jakez Helias
- Tanguy Malmanche

Fictions
- Tro Vari-Job ar Gergeno d'après Anatole Le Braz, Frapadig glan ar Sul avec Youenn Gwernig, Al laer avel d'après Roparz Hemon, Ur wech all avec Pascal Cariou, Ar vosenn nevez de Bernez Rouz avec Nolwenn Korbell et Lionel Buannic

Radio (France Culture)
- Un après-midi en Bretagne avec les sœurs Goadec
- Le Conte de Zozebig et Merlin avec Jean-Louis Rolland (5 épisodes)
- Six émissions d'ethnologie française avec Pierre Lamaison
- Nombreux entretiens avec des scientifiques et des philosophes dont René Girard, Ilya Prigogine, Isabelle Stengers (Les Chemins de la connaissance), Georges Devereux et Tobie Nathan (Les Nuits magnétiques)

## Théâtre
- Le Roi pêcheur de Julien Gracq avec Jean-Claude Jay, Claude Degliame
- Il y avait foule au manoir, (Théâtre de chambre de Jean Tardieu
- Un mariage de prix de Aldo Nicolaï avec Geneviève Robin et Philippe Khorsand
- Ma cousine de Varsovie de Louis Verneuil
- Le Foyer d’Octave Mirbeau
- Coiffure pour dames de Sacha Guitry avec Jean-Claude Brialy
- L'Illusionniste de Sacha Guitry
- Et moi... et moi ! de Maria Pacôme
- La Soupière de Robert Lamoureux
- Ne coupez pas mes arbres avec Danièle Darrieux et Jacques Dufilho

## Ouvrages
- Faces cachées (Nature et Bretagne, 1984)
- Vivre ses vies (Nature et Bretagne, 1984)
- Quand ces choses commenceront..., avec René Girard (Arléa, 1994)
- La Nuit celtique, avec Donatien Laurent (Terre de Brume et Presses universitaires de Rennes, 1996)
- Aborigène Occidental (Mille et une nuits, 2004)
- Un Breton redécouvrant la Bretagne (Éditions Yoran Embanner, 2005)
- Espèce d'Homme ! (Éditions du Temps, 2007)
- Gwir (Éditions Yoran Embanner, 2008)
- Avec le temps (editions-dialogues.fr, 2010)
- le-septieme-jour.net (editions-dialogues.fr, 2011)
- La Bretonne et le sammy (L'Harmattan, 2019)